# 双盛镇
双盛镇，是中华人民共和国四川省德阳市什邡市曾经下辖的一个镇。2019年12月，撤销双盛镇，将其所属行政区域划归马祖镇管辖。

## 行政区划
双盛镇撤销前下辖以下地区：
场镇社区、白鱼河村、亭江村、青龙村、万缘村、东林村和涌麟村。